# Manoir de Kerstenhof
Le manoir de Kerstenhof (en allemand : Gutshaus Kerstenhof, en estonien : Kärstna mõis) est un ancien manoir seigneurial situé en Estonie dans l’ancien district de Fellin, aujourd’hui dans la région de Viljandi et la commune de Tarvastu (autrefois : Tarwast). Il dépendait de la paroisse de Helmet. C’est aujourd’hui l’école de Kärstna.

## Histoire

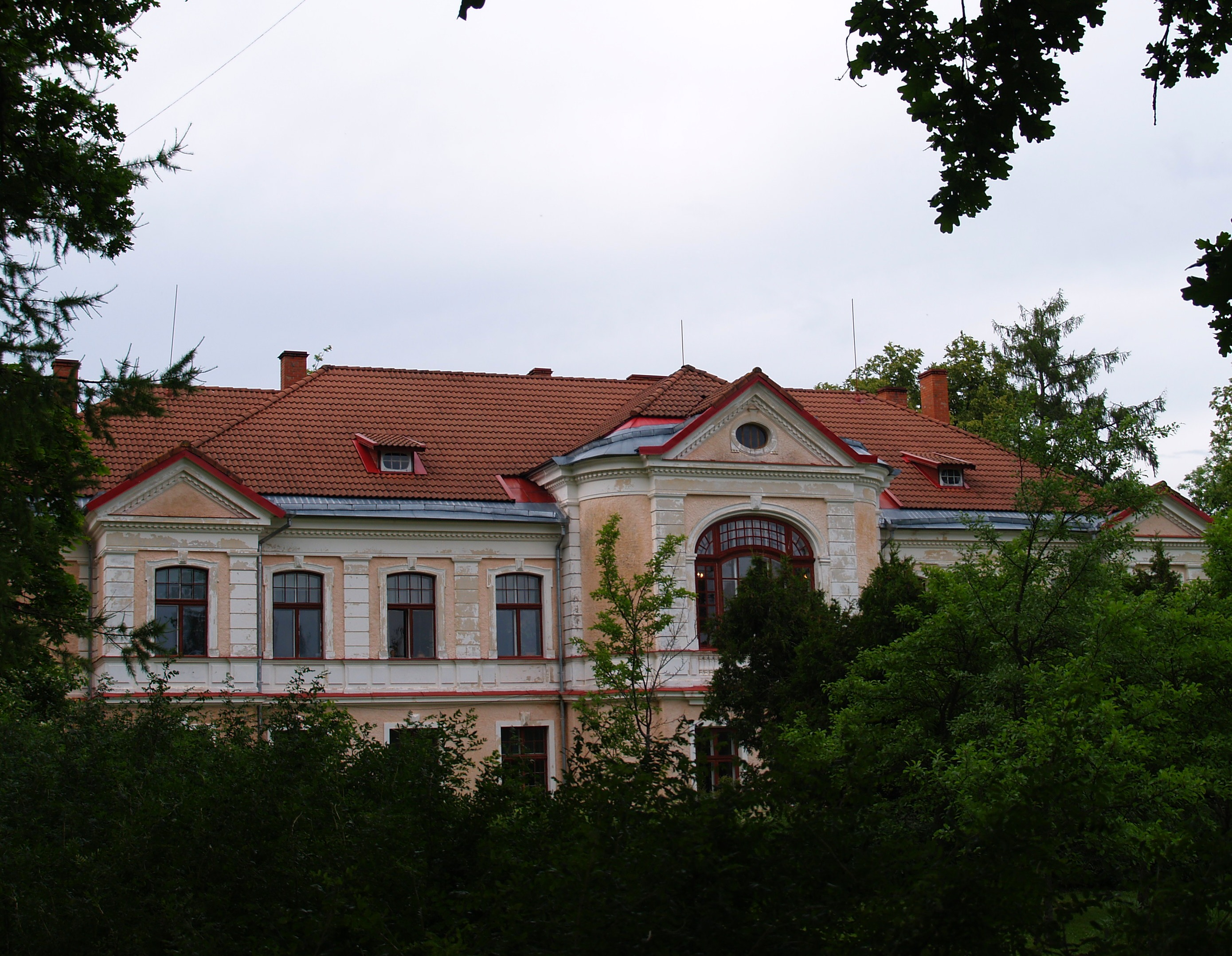
Vue de l’ancien manoir du côté du parc

Le domaine date de 1648 et faisait partie de la paroisse de Helmet. De 1740 à 1919 (date de l’expropriation des domaines de la noblesse terrienne), il appartenait à la famille von Anrep. Celle-ci fait construire à la fin du XVIIIe siècle un manoir en style néoclassique qui est agrandi avec une aile supplémentaire et remanié en 1907 en style Jugendstil, par Otto Wildau.
Le manoir est une école depuis 1924.

## Aménagements

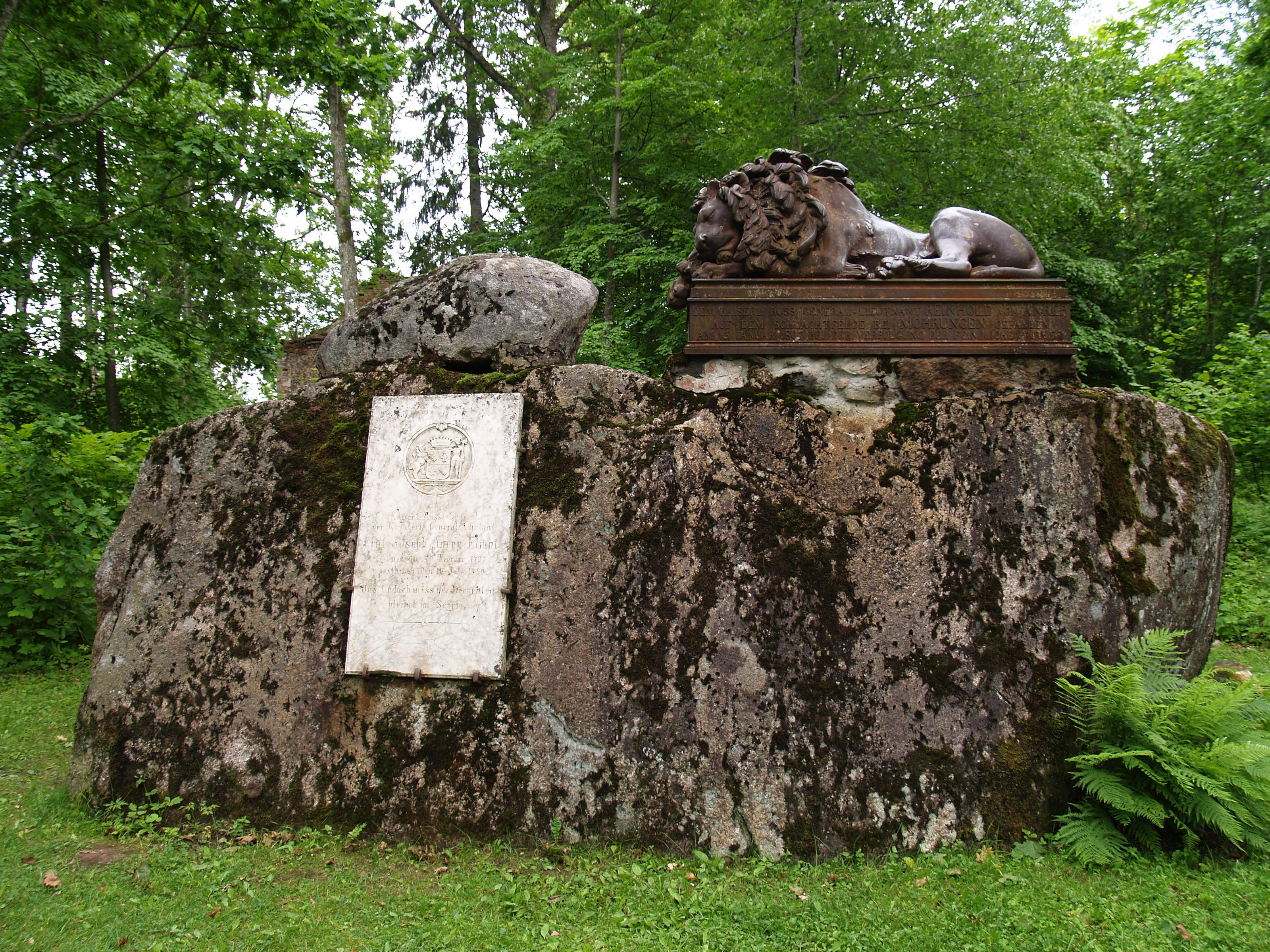
Vue du Lion d'Anrep, sculpté par Rauch (1777-1857)

On remarque dans le parc la chapelle de la famille von Anrep, construite en 1844, qui est à l’état de ruines aujourd’hui.
S’y trouve aussi un monument de bronze sculpté par Christian Daniel Rauch, représentant un lion sur un rocher, en l’honneur du lieutenant-général Heinrich Reinhold von Anrep (1760-1807), héros de la guerre de 1806-1807, tué à la bataille de Mohrungen (aujourd’hui Morąg) ; d’autres exemplaires se trouvent à Lübeck et à Gliwice.

## Source
- (et) Cet article est partiellement ou en totalité issu de l’article de Wikipédia en estonien intitulé « Kärstna mõis » (voir la liste des auteurs).